# Омскнефтехимпроект
ОНХП — российский проектный институт в городе Омск. С января 2017 года полное фирменное наименование компании на русском языке — Публичное акционерное общество «ОНХП».

## История
Создан как Омский филиал Государственного института проектирования нефтеперерабатывающих заводов «Гипронефтезаводы» в соответствии с Постановлением Совета Министров СССР от 6 апреля 1951 года № 1137 и Приказом Миннефтепрома СССР от 17 апреля 1951 года № 625.
В институте официальной датой образования принято считать 17 февраля 1953 года — день издания приказа Миннефтепрома СССР о назначении директором филиала Г.Ф. Олифирова..
В 1968 году переименован в Омский филиал Всесоюзного научно-исследовательского и проектного института нефтеперерабатывающей и нефтехимической промышленности «ВНИПИнефть».
В 1991 году получил сокращенное наименование «ОМСКНЕФТЕХИМПРОЕКТ» после реорганизации в государственное предприятие «Омский институт по проектированию предприятий нефтеперерабатывающей и нефтехимической промышленности».
В 1993 году акционирован.
В 1999 году определен базовой организацией по обеспечению научно-технического и методологического сопровождения энергетических обследований нефтеперерабатывающих предприятий в Уральском, Восточном и Северо-Восточном регионах.
В 2003 году — самое эффективное предприятие Омской области по итогам года по данным Омскстата.
В 2004 году занял 1 место в рейтинге проектных и изыскательских организаций Министерства промышленности и энергетики РФ и награждён Дипломом за достижение высокой эффективности и конкурентоспособности в проектной деятельности.
В 2009 году — самое эффективное предприятие Омской области по итогам года по данным Омскстата.
В 2013 году вошел в десятку крупнейших налогоплательщиков Омской области.

## Руководство
В январе 2016 года институт возглавил Игорь Зуга. С 2001 по 2012 год он уже занимал пост генерального директора компании, но оставлял должность в связи с назначением в Совет Федерации представителем от исполнительного органа государственной власти Омской области.
С 2014 года Председателем Совета директоров института является Владимир Сараев, сменивший на этом посту Евгения Грефа, старшего брата главы Сбербанка.

## Деятельность
Основным видом деятельности является разработка проектной документации для нефтеперерабатывающих заводов.
- C 1959 года — генеральный проектировщик Омского НПЗ.
- С 1969 года — генеральный проектировщик НПЗ в Комсомольске-на-Амуре.
- С 1972 года — генеральный проектировщик Хабаровского НПЗ.
- С 1983 года — генеральный проектировщик Ачинского НПЗ.
- С 1985 года — генеральный проектировщик Павлодарского НПЗ.[12]
- С 1986 года — генеральный проектировщик всех нефтеперерабатывающих заводов страны, расположенных восточнее Урала, кроме Ангарского НХК.
- С 2007 года — генеральный проектировщик в рамках реконструкции и модернизации Атырауского НПЗ, осуществляемых китайской Sinopec Engineering Group.[13][14][15]
- С 2009 года — генеральный проектировщик нефтеперерабатывающих заводов компании «Нефтяная индустрия Сербии» (NIS) в городах Панчево и Нови Сад (Республика Сербия).[16]
- С 2015 года — разработчик проектно-сметной документации по техническому перевооружению (модернизации) морской ледостойкой стационарной платформы «Приразломная».[17]

## Социальная ответственность
ОНХП активно участвует в реализации образовательных проектов.
В 2001 году в институте разработана и по настоящее время успешно реализуется программа «Школа-Вуз-Предприятие», в рамках которой осуществляется сотрудничество с омскими школами и вузами. Цель программы — выявление профессиональных наклонностей обучающихся в области технических наук, содействие их профессиональному самоопределению, оказание помощи в выборе учебного заведения для продолжения образования. Также ежегодно предприятие оказывает финансовую помощь в проведении олимпиад различных уровней по техническим дисциплинам.
В 2014 году в институте открыты базовые кафедры трех омских вузов — ОмГУ, ОмГТУ и СибАДИ. В частности, в сотрудничестве с Химическим факультетом ОмГУ им. Ф.М. Достоевского создана кафедра проектирования химико-технологических систем, деятельность которой направлена на сочетание в учебном процессе теоретических основ преподаваемых дисциплин с конкретным опытом инжиниринговой деятельности в России и за рубежом.

## Филиалы
- В Москве
- В Санкт-Петербурге
- В Казахстане
- В Сербии